# Darkest Hour (album)
 For alternative betydninger, se Darkest Hour (flertydig). (Se også artikler, som begynder med Darkest Hour)
Darkest Hour er et dobbelt-opsamlingsalbum fra det britiske NWOBHM-band Venom.

## Spor

### Disk 1
1. "Cursed" – 07:32
2. "Need To Kill" – 05:12
3. "Wolverine" – 04:07
4. "I'm Paralysed" – 02:33
5. "Crucified" – 03:31
6. "Into the Fire" – 03:22
7. "Riddle of Steel" – 02:48
8. "Shadow King" – 03:53
9. "Kissing the Beast# – 03:22
10. "Even in Heaven" – 04:04
11. "Trinity MCMXLV" – 03:30
12. "Parasite" – 03:09
13. "If You Want a War# -	04:43
14. "Temples of Ice" – 06:37
15. "Playtime" – 03:18

### Disk 2
1. "Angel Dust" – 02:37
2. "Hell Bent for Leather" – 02:20
3. "Teacher's Pet" – 02:24
4. "Prime Evil" – 04:40
5. "Harder than Ever" – 02:47
6. "In Nomine Satanas" – 03:39
7. "Black Metal" – 03:04
8. "Flatline" – 04:06
9. "Blackened are the Priests" – 03:35
10. "Carnivorous" (live) – 02:03
11. "Witching Hour" – 03:33
12. "Teachers Pet" (alternativ version) – 03:00
13. "School Daze" – 05:03
14. "Surgery" – 03:49